# Karl von Seebach
Karl von Seebach, född 13 augusti 1839 i Weimar, död 21 januari 1878 i Göttingen, var en tysk geolog och paleontolog. 
von Seebach blev 1863 extra ordinarie och 1870 ordinarie professor i geologi vid universitetet i Göttingen.